# 蓓豆氨酸
蓓豆氨酸（英语：Baikiain）是一种有机化合物，分子式为C6H9NO2。在化学上，它被归类为被羧酸取代的四氢吡啶。因为它同时含有该羧酸和相邻的氨基，所以它也是一种α-氨基酸。蓓豆氨酸是手性化合物4,5-二脱氢哌啶甲酸的两种对映体之一。

## 影响
据推测，因食用含有塔拉粉的食品而引起疾病的病原体很可能就是蓓豆氨酸。